# شارل الثامن ملك فرنسا

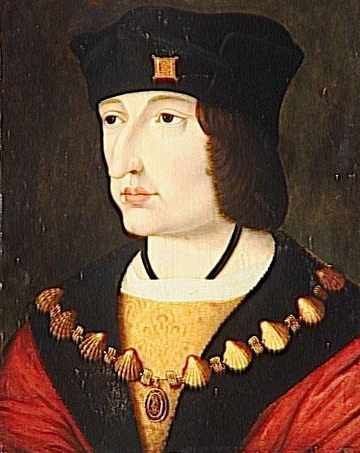
شارل الثامن ملك فرنسا

شارل الثامن (بالفرنسية: Charles VIII) (أمبواز، 30 يونيو 1470 - أمبواز، 7 أبريل 1498) ملك فرنسا من سلالة فالوا من عام 1483 حتى 1498. خاض منذ بداية توليه السلطة سلسلة طويلة من الحروب بين فرنسا وإيطاليا تميزت بقوة الاهتمام بإيطاليا في النصف الأول من القرن السادس عشر.
هو ابن لويس الـ 11 وأمه هي شارلوت (ابنة لويس دوق سافوي) خلف والده وعمره 13 عاما وكانت أخته آن التي تكبره في السن هي الوصية عليه مع زوجها بيتر الثاني (دوق بوربون) حتى عام 1491 عندما أصبح سنة 21 عاما، وخلال حكم آن تمرد اللوردات الكبار ضد جهود المركزية الملكية في صراع عُرف باسم الحرب المجنونة (1485- 1488) وأسفرت عن انتصار الملكية الحاكمة .
وفي خطوة مفاجئة ورائعة من الجرأة تزوج شارل من آن (دوقة بريتاني) عام 1491 وكانت من قبل متزوجة من ماكسمليان الأول (رأس الإمبراطورية الرومانية المقدسة) في حفل زواج مشكوك في صلاحيته ولانشغاله في مشاكل الوراثة في مملكة المجر فقد فشل ماكسمليان في الإلحاح لإعلانه الإدعاء بالوراثة، وعلى أية حال فكان زواج شارل من آن نتج عنه اتحاد مملكة فرنسا وبريتاني وذلك مكن فرنسا من تفادي محاصرة أراضيها من قبل آل هابسبورج .
و خاض منذ بداية توليه السلطة سلسلة طويلة من الحروب بين فرنسا وإيطاليا ميزت بقوة الاهتمام بإيطاليا في النصف الأول من القرن السادس عشر.
ومات شارل الثامن إثر حادث له تسبب في سقوط رأسه على عتبة الباب ولم يكن له وريث ذكر وخلفه ابن عمه لويس الثاني عشر .

## روابط خارجية
- شارل الثامن ملك فرنسا على موقع الموسوعة البريطانية (الإنجليزية)
- شارل الثامن ملك فرنسا على موقع إن إن دي بي (الإنجليزية)